# بلوس (اسطوره یونان)
بِلوس در اساطیر یونان، پادشاه مصر و پدر ایژیپتوس و دانائوس و همچنین برادر آگنور بود. 
دیودور سیسیلی ادعا می‌کند که بلوس، مستعمره‌ای در کرانۀ رود فرات به وجود آورد و کشیش منجمی به نام  
کلده را به حکمرانی آنجا گمارد.

## تبارشناسی
بلوس،  پسر پوزئیدون و لیبی بود. برخی کتب اساطیری، آگنور را برادر دوقلویش  دانسته‌اند. بلوس، حکمران مصر و آگنور حکمران بخش‌هایی از فینیقیه بود. بلوس، دختری به نام دامنو داشت که با عمویش، آگنور، ازدواج کرد و از او صاحب پسری به نام فینیکس و دو دختر به نام‌های ایسای و ملیا شد که هر یک به ترتیب با پسران بلوس، ایژیپتوس و دانائوس ازدواج کردند. البته، برخی منابع دختر بلوس که به همسری آگنور در آمد را آنتیوپ نامیده‌اند.